# Thomasville (Alabama)
Pour les articles homonymes, voir Thomasville.
La ville américaine de Thomasville est située dans le comté de Clarke, dans l’État de l’Alabama. Lors du recensement de 2010, sa population s’élevait à 4 209 habitants.

## Démographie
| 1890 | 1900 | 1910  | 1920  | 1930  | 1940  | 1950  | 1960  |
| ---- | ---- | ----- | ----- | ----- | ----- | ----- | ----- |
| 291  | 686  | 1 181 | 1 002 | 1 504 | 2 000 | 2 425 | 3 182 |

| 1970  | 1980  | 1990  | 2000  | 2010  | - | - | - |
| ----- | ----- | ----- | ----- | ----- | - | - | - |
| 3 769 | 4 387 | 4 301 | 4 649 | 4 209 | - | - | - |

## Source
- (en) Cet article est partiellement ou en totalité issu de l’article de Wikipédia en anglais intitulé « Thomasville, Alabama » (voir la liste des auteurs).